# هيرو يوكي
هيرو يوكي (優希比呂 يوكي هيرو, الكتابة السابقة لاسمه:結城比呂) (اسمه الحقيقي تيروهيسا تسويوساكي (露崎照久 تسويوساكي تيروهيسا)) هو مؤدي أصوات ياباني ولد في 13 فبراير 1965 في طوكيو.

## أدواره في الأنمي

### مسلسلات أنمي تلفزيونية
- نيون جينيسيس إيفانجيليون - ماكوتو هيوغا
- فايس كرويتز - أومي
- فايس كرويتز غلين - أومي
- أرك ذا لاد - أرك
- كلايمور - ريغالدو
- سبيد غرافر - تسوجيدو
- إير جير - ميتسورو باندو
- البدلة المتنقلة جاندام سيد - كروت بوير
- إينيشيال دي Fourth Stage - شينيتشي
- ستار أوشن EX - كلود سي. كيني
- دراغون بول Z - شاربنر
- بوكيمون - داريو
- مطعم الأشباح - شو كوموتو

### أوفا أنمي
- البدلة المتنقلة جاندام: فريق ب.م. رقم 08 - ميكيل نينوريتش

### أفلام أنمي
- إيفانجيليون: الموت والبعث - ماكوتو هيوغا
- نهاية إيفانجيليون - ماكوتو هيوغا
- إيفانجيليون: 1.0 أنت (غير) وحيد - ماكوتو هيوغا
- إيفانجيليون: 2.0 أنت (لا) تستطيع التقدم - ماكوتو هيوغا
- إيفانجيليون: 3.0 أنت (لا) تستطيع الإعادة - ماكوتو هيوغا

## أدواره في الدبلجة اليابانية
- أنا ، روبوت - فاربر
- شريك - رجل الكعك
- شريك 2 - رجل الكعك
- شريك الثالث - رجل الكعك
- شريك 4 - رجل الكعك

## وصلات خارجية
- هيرو يوكي على موقع IMDb (الإنجليزية)
- هيرو يوكي على موقع ميوزك برينز (الإنجليزية)
- هيرو يوكي على موقع ديسكوغز (الإنجليزية)
- هيرو يوكي على موقع قاعدة بيانات الفيلم (الإنجليزية)
- هيرو يوكي على موقع ANN person (الإنجليزية)